# 2. prosinca
2. prosinca (2. 12.) 336. je dan godine po gregorijanskom kalendaru (337. u prijestupnoj godini).
Do kraja godine ima još 29 dana.

## Događaji
- 1805. – Započela je Bitka kod Austerlitza poznata i pod nazivom "trocarska bitka", jer u njoj su se sukobili francuski car Napoleon, austrijski car Franjo II. i ruski car Aleksandar I.
- 1823. – Američki predsjednik James Monroe Kongresu je iznio teze, danas poznate kao Monroeva doktrina
- 1848. – Austrijski car i ugarsko-hrvatski kralj Ferdinand V. odrekao se prijestolja; naslijedio ga je nećak Franjo Josip I.
- 1852. – Napoleon III. postao je car Francuske
- 1922. – Uqairskom konvencijom definirane granice između Iračkog mandata, sultanata Nedžd i šeikata Kuvajta
- 1971. – Osnovani Ujedinjeni Arapski Emirati

| - 1714. – Jeremijaš Šoštarić, hrvatski pisac iz Gradišća († 1770.) - 1856. – Svetozar Borojević, jedini Hrvat s činom fedmaršala u Austro-Ugarskoj († 1920.) - 1885. – George Richards Minot, američki liječnik i nobelovac († 1950.) - 1889. – Dominik Mandić, hrvatski povjesničar, političar i franjevac - 1923. – Maria Callas, američka operna pjevačica grčkog porijekla († 1977.) - 1930. – Vlatko Pavletić, hrvatski akademik - 1930. – Zlatko Tomičić, hrvatski književnik i publicist - 1953. – Ana Lovrin, hrvatska političarka - 1968. – Lucy Liu, američka glumica - 1973. – Monika Seleš, američka i jugoslavenska tenisačica - 1978. – Nelly Furtado, kanadska pjevačica portugalskog podrijetla - 1981. – Britney Spears, američka pop pjevačica - 1981. – Danijel Pranjić, hrvatski nogometaš | - 1547. – Hernán Cortés, španjolski osvajač (* 1485.) - 1987. – Jakov Zeldovič, sovjetski fizičar (* 1914.) - 1990. – Aaron Copland, američki skladatelj i dirigent, dobitnik Pulitzerove nagrade za balet (* 1900.) - 2002. – Vjenceslav Richter, hrvatski arhitekt (* 1917.) - 2009. – Vjekoslav Šutej, hrvatski dirigent (* 1951.) - 2017. – Nikola Špear, srpski tenisač (* 1944.) - 2020. – Rafer Johnson, američki atletičar i glumac (* 1934.) |

## Blagdani i spomendani
- Međunarodni dan ukidanja ropstva
- Dan grada Osijeka
- Dan državnosti u Ujedinjenim Arapskim Emiratima